# 前田彩里 (陸上選手)
前田 彩里（まえだ さいり、1991年11月7日 - ）は、日本の陸上競技選手。専門は 長距離走・マラソン。2015年・世界陸上北京大会女子マラソン日本代表。

## 経歴・人物

### 学生時代
1991年11月7日、熊本県菊池郡大津町出身。身長159cm。父は本田技研工業熊本で現役選手・監督を務めた前田節夫で、母も現役選手の前田淳子（熊本CAC所属）。姉の前田祐佳も陸上選手で彩里の佛教大学卒業後に同校陸上部のコーチを勤めている。
大津町立大津北中学校、熊本信愛女学院高等学校から佛教大学社会学部現代社会学科に進学。
熊本信愛女学院高等学校2年次に第10回アジアクロスカントリー選手権大会（バーレーン・マナーマ）に日本代表として出場し、ジュニア女子6km個人5位、団体として銀メダルを獲得した。
佛教大学1年次には第28回全日本大学女子駅伝対校選手権大会では5区を走って区間3位になり、チームの2連覇に貢献した。大学4年次にはチームの主将を任され、国際千葉駅伝では日本学生選抜チームの補欠となった。

### 初マラソンで日本女子学生記録更新
2014年1月26日、大阪国際女子マラソンに一般参加で初のフルマラソンに出場。ゴールタイムは2時間26分46秒で総合3位、日本人では優勝者の赤羽有紀子（ホクレン・同マラソンで引退）に次いで2位に入った。練習も30kmが最長という状況で30 - 35kmを16分59秒、1996年の日本海マラソンで松本こずえ（中央大学）が出した2時間31分46秒の女子マラソンの日本学生記録を更新し、目標の2時間40分を大きく上回った。尚総合2位の赤羽は本レース後に現役引退の為、2014年アジア競技大会の選考レースとしては、日本人1位として扱われる。同マラソンでは前田の実母も2時間55分24秒で完走し、親子の合計タイム・5時間22分10秒は親子によるマラソンのギネス記録（従来は2012年に記録された5時間30分21秒）を上回った。

### 実業団入り後
2014年4月、大学卒業後は大学の先輩でもある木﨑良子が所属するダイハツ工業に入社、同年12月の第34回全日本実業団対抗女子駅伝競走大会では3区で出場、11位で襷を受けると自分より前を走っていた9人のランナーをゴボウ抜きする区間2位の快走でチームを2位に押し上げて4区走者にリレー、総合優勝のデンソーに次いでチームを過去最高の2位（準優勝）の好成績へ導いた。翌年1月の全国女子駅伝ではふるさと熊本県チームのアンカー9区で出場。襷を受けた時点で入賞圏内8位と1分9秒差の10位であったが2人を抜いて8位でゴール。チーム入賞に貢献するとともに区間賞、優秀選手を獲得した。

### 2度目のマラソンで世界陸上日本代表初選出・出場
2015年3月、名古屋ウィメンズマラソンへ、自身2回目のマラソンに出場。序盤から5kmラップが16分台後半とハイペースの先頭集団に果敢についていった。だが15km地点過ぎの給水所で、小原怜（天満屋）と交錯し転倒、路面に手足を強打してしまう。その影響で左手首を骨折し、左膝にも擦過傷を負うアクシデントが発生。直後に左手・左足が酷く痛む中でも、再び冷静に先頭集団へ加わり30km過ぎまで優勝争いに加わった。31km付近の折返し地点、優勝したユニスジェプキルイ・キルワ（バーレーン）のロングスパートにはついていけず徐々に後退。しかしレース終盤も大きくペースを崩すことなく、2時間22分48秒の日本女子歴代8位となる好タイムをマーク、日本人首位の総合2位 でフィニッシュ（日本女子選手がマラソンで2時間23分以内をマークしたのは、2007年の東京国際女子マラソンで優勝した野口みずき（シスメックス）が2時間21分37秒でゴールして以来8年振り）。この成績により、同年8月開催の世界陸上北京大会女子マラソン日本代表への初選出が決定した。
2015年8月、期待された世界陸上北京大会女子マラソンだったが、33km付近で優勝したマーレ・ディババ（エチオピア）らの急激なスパートに全く対応出来ないまま先頭集団から脱落、目標のメダル・8位入賞にも一歩届かず結局13位に留まった。尚ゴール後の前田は体調不良を訴え、青い顔色の表情で医務室へ直行した（伊藤舞（大塚製薬）が7位入賞で、翌2016年リオデジャネイロ五輪女子マラソン日本代表に即内定。重友梨佐（天満屋）は14位）。

### リオ五輪女子マラソン日本代表入り断念・2020年東京五輪に向けて
世界陸上選手権以降は左太腿裏の故障などで、2015年12月の第35回全日本実業団対抗女子駅伝を欠場。その後も、リオ五輪国内選考会の大阪国際女子マラソン・名古屋ウィメンズマラソンへの出場も断念し、リオ五輪代表はならなかった。
2018年3月、2年7か月振りにフルの部出場となる名古屋ウィメンズマラソン（マラソングランドチャンピオンシップ（MGC）シリーズ第4弾・2020年東京オリンピック女子マラソン選考会）にエントリー。しかし10Km過ぎの給水地点辺りから、先頭集団についていけずにズルズル離脱。その後もペースは上がらないまま、2時間30分台のタイムで総合15位・日本女子11着に終わった。
2018年8月、北海道マラソン・女子の部（MGCシリーズ第5弾）に出場。10Km過ぎで一人飛び出した谷本観月（天満屋）にはついていかず、初マラソンながら優勝した鈴木亜由子（日本郵政グループ）らと競り合った。レース後半でスパートした鈴木に遅れたものの、終盤スローダウンした谷本を追い抜き、結果2時間30分56秒で2位に入った。だが、MGC出場権獲得の条件である2時間30分以内（同マラソン・日本女子2～6位迄）には、あと57秒の差で届かなかった。
同年12月、同じくマラソン選手である窪田忍（トヨタ自動車）と4月に結婚していたことが分かった。
MGCの国内選考会では最後となる2019年3月の名古屋ウィメンズマラソン（MGCシリーズ第8弾）では降雨の中、序盤から先頭集団につかず、第2集団で待機。その後もレース終盤まで大崩れすることなく、2時間25分25秒で日本人4着・総合10位に入り、ようやくMGC出場権を獲得した。しかし、同年9月のMGC本番は右太腿裏の腱の損傷により欠場し、MGCで東京五輪の出場権を獲得することはできなかった。残り1枠の五輪代表を目指し、2020年3月の名古屋ウィメンズマラソンに出場予定であったが、右太腿裏の筋肉損傷で欠場となり、東京五輪出場は叶わなかった。
　

## マラソン全成績
| 年月          | 大会                     | 順位 | 記録          | 備考                                                             |
| ------------- | ------------------------ | ---- | ------------- | ---------------------------------------------------------------- |
| 2014年1月26日 | 大阪国際女子マラソン     | 3位  | 2時間26分46秒 | 初マラソン・日本女子学生最高記録・2014年アジア競技大会選考レース |
| 2015年3月8日  | 名古屋ウィメンズマラソン | 2位  | 2時間22分48秒 | 自己記録・日本女子首位・世界陸上北京大会選考レース               |
| 2015年8月30日 | 世界陸上北京大会         | 13位 | 2時間31分46秒 | 日本女子では2番手・リオデジャネイロオリンピック選考レース        |
| 2018年3月11日 | 名古屋ウィメンズマラソン | 15位 | 2時間30分54秒 | MGCシリーズ第4弾（2020年東京オリンピック選考会）                 |
| 2018年8月26日 | 北海道マラソン・女子の部 | 2位  | 2時間30分56秒 | MGCシリーズ第5弾（2020年東京オリンピック選考会）                 |
| 2019年3月10日 | 名古屋ウィメンズマラソン | 10位 | 2時間25分25秒 | MGCシリーズ第8弾・MGC出場権獲得                                  |